# Vila Formosa (São Paulo)
Vila Formosa est un district situé dans la zone est de la ville de São Paulo et appartient à la sous-préfecture d'Aricanduva.

## Histoire
Fondée en 1923, Vila Formosa faisait avant cette année partie intégrante de Carrão, la famille Casa Grande possédait pratiquement toute la région qui appartenait plus tard aux frères Jacob, d'origine libanaise. C'est Miguel Jacob qui, déjà en 1920, donna le nom de Formosa à cette bande de la capitale, inspiré de l'ancien nom de la ville côtière d'Ilhabela.

## Formation
Il était prévu d'avoir une urbanisation de haut niveau par Companhia Melhoramento do Brás, similaire à d'autres quartiers prospères de la capitale de São Paulo, comme Jardim América, mais l'installation d'une décharge sanitaire entre les années 1940 et 1950 ; qui deviendra plus tard le quartier Jardim Anália Franco ; ralenti ce processus.
C'est actuellement l'un des quartiers les plus arborisés de la ville, avec plus d'une centaine de places. avec une population de classe moyenne, plutôt de classe moyenne supérieure dans les environs de Tatuapé et de classe moyenne inférieure dans les environs de Sapopemba. C'était autrefois un important centre industriel de São Paulo, et certains des entrepôts désaffectés ont cédé la place à des centres résidentiels haut de gamme.
Il abrite le Centre sportif, récréatif et éducatif du travailleur (CERET), qui est l'un des plus grands parcs de la ville avec environ 286 000 m². populairement et historiquement, le cimetière de Vila Formosa se trouve également dans le quartier, mais selon la nouvelle division des districts de la municipalité de São Paulo, établie en 1992, il se trouve dans toute son extension dans le district voisin de Carrão ; c'est le plus grand cimetière d'Amérique latine, avec environ 780 000 mètres carrés.

## Actualité
Aujourd'hui, Vila Formosa est l'un des principaux districts avec une valorisation extrêmement positive à la ville de São Paulo,. Il possède un centre commercial qui est l'icône commerciale du quartier, Shopping Anália Franco ; c'est le huitième plus grand centre commercial du Brésil en termes de superficie bâtie; et aussi l'un des plus grands de São Paulo.
Même avec des bâtiments anciens comme à la rue Dom Estevão Pimentel Quintas de Portugal, il est entouré de bâtiments dotés d'infrastructures modernes.
Le profil du district est à caractère mixte, c'est-à-dire résidentiel et commercial. Il a des maisons de bas, moyen et haut standing, le plus constant étant le moyen standing. La verticalisation se compose de bâtiments de moyenne et haute gamme et est présente dans les quartiers Jardim Anália Franco, Vila Antonina, Jardim Têxtil et Vila Formosa.

## Quartiers
Vila Formosa est divisée en quatorze quartiers.
- Capão do Embira
- Chácara Belenzinho
- Jardim Anália Franco
- Jardim Iara
- Jardim Têxtil (partie)
- Parque Cruzeiro do Sul
- Vila Antonina
- Vila Araci
- Vila Cruzeiro
- Vila Formosa
- Vila Guarani
- Vila Mafra
- Vila Matias
- Vila Olinda

## Infrastructure

### Transports
Aujourd'hui, le quartier ne compte aucune station de métro. Il est situé à exactement 4 km de distance de la Praça Doutor Sampaio Vidal, (une référence importante dans le district), la station Carrão dans le district voisin, Tatuapé.
Depuis janvier 2020, le gouverneur João Dória a signé l'ordre de service pour la mise en œuvre du projet d'extension de la ligne 2 – Verte, qui comptera 8 stations supplémentaires du métro de São Paulo, à savoir : Orfanato, Santa Clara, Anália Franco, Vila Formosa, Santa Isabel, Guilherme Giorgi, Aricanduva et Penha - dans lesquelles il se connectera à la ligne 3 – Rouge et à la ligne 2 – Verte. Jusqu'en 2025, trois stations passeront dans le quartier : Anália Franco, Vila Formosa et Santa Isabel. Lorsque ces nouvelles stations arriveront à Vila Formosa, il y aura certainement un boom immobilier dans la région qui deviendra encore plus verticalisée.
Le quartier est également largement desservi par les lignes de bus de la SPTrans, sur presque toute sa longueur on les trouve le plus souvent sur l'avenue Regente Feijó, l'avenue Doutor Eduardo Cotching et l'avenue João XVIII. Les destinations communes pour les lignes du district sont des stations telles que Tatuapé, Belém et Carrão.